# Bartenstein (Bade-Wurtemberg)
Pour les articles homonymes, voir Bartenstein.
Bartenstein est une ancienne ville du Bade-Wurtemberg intégrée depuis le 1er janvier 1973 à la ville de Schrozberg de l'arrondissement de Schwäbisch Hall. Avec les hameaux de Weiler Klopfhof et Wengertshof, Bartenstein atteint 384 habitants. Elle est surtout connue pour le château de Bartenstein, propriété de la branche catholique des princes de Hohenlohe, les princes de Hohenlohe-Waldenbourg-Bartenstein.

## Histoire

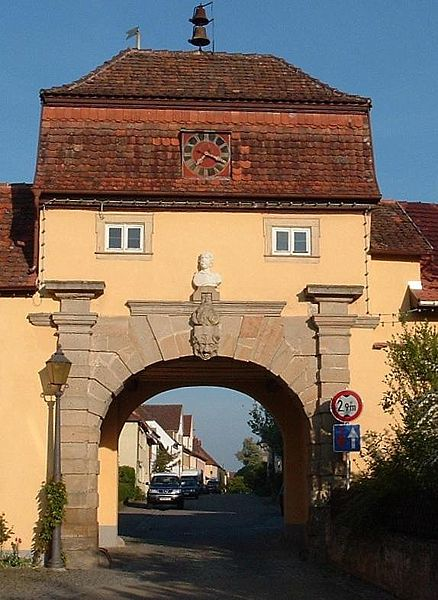
Tour baroque construite en 1767